# Nové Sady (kraj Wysoczyna)
Nové Sady – miejscowość i gmina (obec) w Czechach, w kraju Wysoczyna, w powiecie Zdziar nad Sazawą. W 2022 roku liczyła 261 mieszkańców.